# Bill Milner
William Henry „Bill“ Milner  (* 4. März 1995 in Surrey, England) ist ein britischer Schauspieler. Bekannt ist er für seine Rollen als Will Proudfoot in Der Sohn von Rambow, als junger Magneto in X-Men: Erste Entscheidung und als Tom in iBoy. Seit 2007 war er in mehr als zwei Dutzend Film- und Fernsehproduktionen zu sehen.

## Leben
Milner wuchs im Londoner Stadtteil Hampton auf. Seine Karriere als Schauspieler startete er als Zwölfjähriger mit der Hauptrolle des Will Proudfoot in Der Sohn von Rambow. Gemeinsam mit Co-Darsteller Will Poulter wurde er für diese Rolle für den Young Artist Award 2009 in der Kategorie Beste Darstellung in einem internationalen Spielfilm nominiert.
In den folgenden Jahren spielte er unter anderem in den Filmen X-Men: Erste Entscheidung sowie dem Science-Fiction-Thriller IBoy, in letzterem in der Hauptrolle als Tom Harvey. In zwei Kurzfilmen war Milner 2018 zudem als Produzent tätig.

## Filmografie (Auswahl)
- 2007: Der Sohn von Rambow (Son of Rambow)
- 2007: My Boy Jack (Fernsehfilm)
- 2008: Is Anybody There?
- 2010: Disco (Kurzfilm)
- 2011: X-Men: Erste Entscheidung (X-Men: First Class)
- 2014: Zug um Zug (The 7.39)
- 2016: Operation Anthropoid (Antropid)
- 2017: iBoy
- 2017: The Lodgers – Zum Leben verdammt (The Lodgers)
- 2018: Apostle
- 2019: Summer Night
- 2022: The Flatshare (Fernsehserie)
- 2023: Ein Funken Hoffnung – Anne Franks Helferin (A Small Light, Fernsehserie)

## Sonstiges
Im Jahr 2012 spielte Milner im Musikvideo "Mind Mischief" der australischen Band Tame Impala mit.